# Culicoides lophortygis
Culicoides lophortygis är en tvåvingeart som beskrevs av Atchley och Wirth 1975. Culicoides lophortygis ingår i släktet Culicoides och familjen svidknott.
Artens utbredningsområde är Kalifornien. Inga underarter finns listade i Catalogue of Life.